# Горбуново (Ярославская область)
Горбуново — деревня Ивняковского сельского поселения Ярославского района Ярославской области.

## География
Расположена на правом берегу реки Которосль в окружении сельскохозяйственных полей и лесов. За деревней находится поле, а через поле лес, через который есть дорога, которая ведёт к берегу реки Которосль. Недалеко от деревни протекает ручей.
На противоположном берегу находится деревня Ременицы. Деревня расположена не на самой дороге, которая соединяет Сабельницы с Никульским. Поворот на деревню находится между Никульским и Бойтово.
Рядом в поле, между Горбуново и Никульским возводится дачный посёлок «Никульская Слобода».

## История
В 2006 году деревня вошла в состав Ивняковского сельского поселения образованного в результате слияния Ивняковского и Бекреневского сельсоветов.

## Население
| 2007 | 2010 |
| ---- | ---- |
| 2    | →2   |

### Историческая численность населения
По состоянию на 1859 год в деревне было 14 домов и проживало 66 человек.
По состоянию на 1989 год в деревне не было постоянного населения.

### Национальный и гендерный состав
Согласно результатам переписи 2010 года население составляют 2 мужчины.

## Инфраструктура
Основа экономики — личное подсобное хозяйство. По состоянию на 2021 год большинство домов используется жителями для постоянного проживания и проживания в летний период. Вода добывается жителями из личных колодцев. Имеется таксофон.
Почтовое отделение №150507, расположенное в посёлке Ивняки, на март 2022 года обслуживает в деревне 18 домов.
Единственная улица — Берёзовая.

## Транспорт
Поповка расположена в 7,9 км от Юго-Западной окружной дороги.